# 宗徒广场

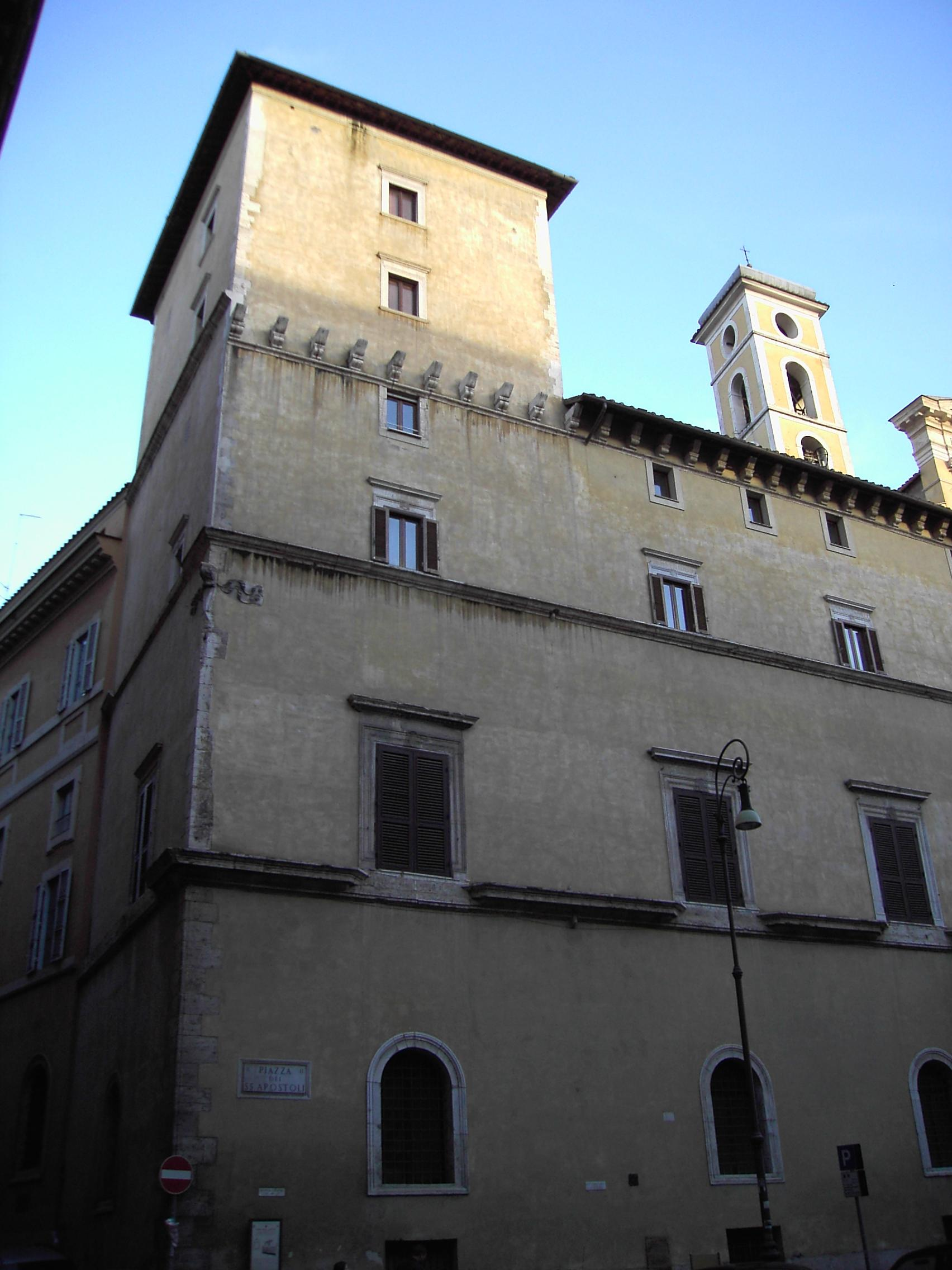

宗徒广场（義大利語：Piazza Santi Apostoli）是意大利罗马的一个广场，得名于位于广场上的十二宗徒圣殿。
宗徒广场周围有宗徒宫、十二宗徒圣殿和科隆纳宫。

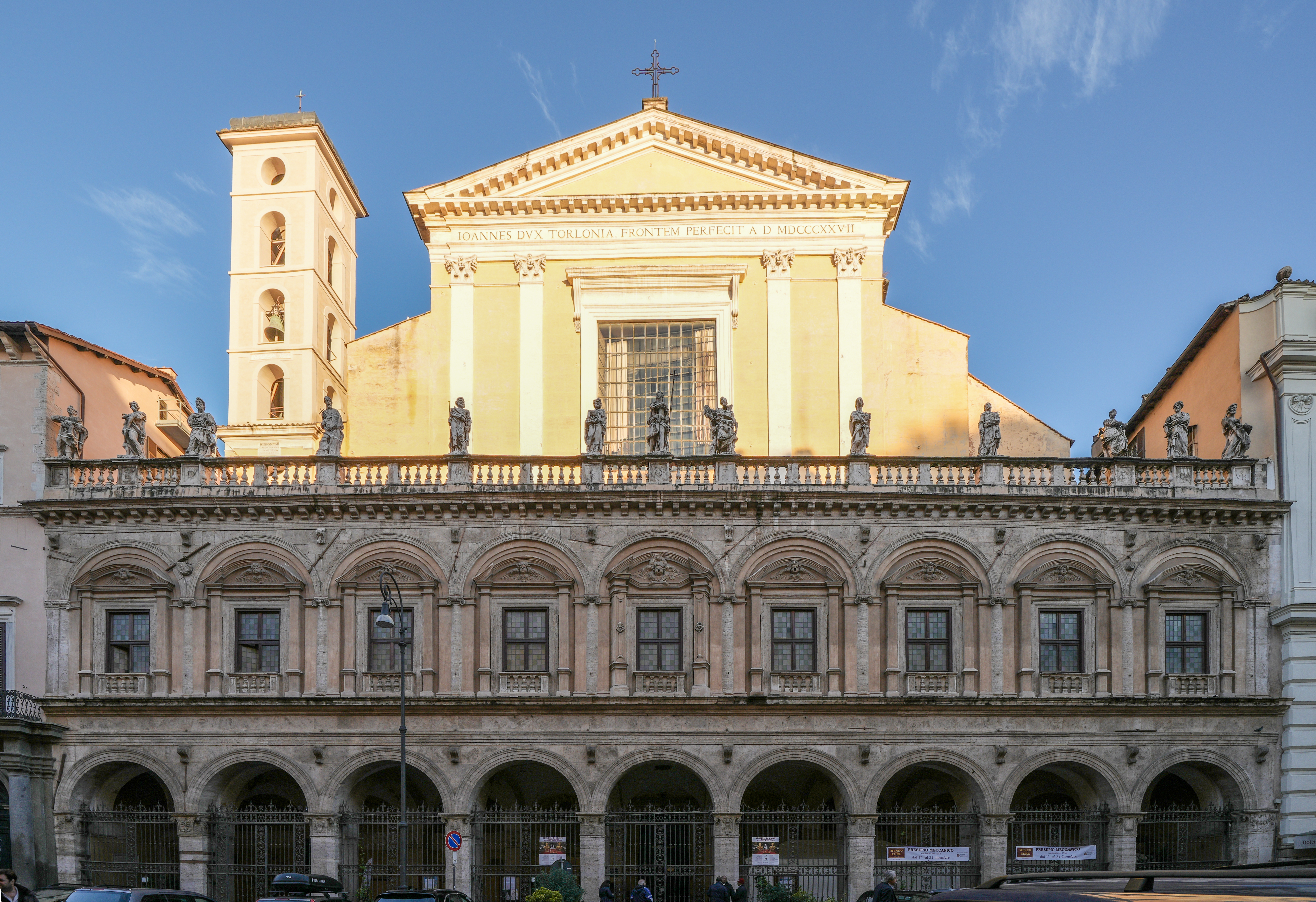
左起：宗徒宫、十二宗徒圣殿和科隆纳宫